# Tweede Helleense Republiek
De Tweede Helleense Republiek, Grieks: B' Ελληνική Δημοκρατία, werd uitgeroepen op 25 maart 1924 in navolging van de nederlaag van de Grieken in de Grieks-Turkse Oorlog van 1922 en de verbanning en dood van koning Constantijn. De koning en zijn politieke tegenstander Eleftherios Venizelos waren al sinds 1915 in strijd om de controle over het land en het land werd in tweeën verdeeld. Koning Constantijn werd door zijn zoon George II opgevolgd, die gevraagd werd zijn land te verlaten zodat in een referendum kon worden beslist wat voor regeringsvorm moest worden aangenomen. Er werd voor een republiek gekozen en zo kwam de Tweede Helleense Republiek tot stand.
De eerste president was Pavlos Koundouriotis, een admiraal en volgeling van Venizelos. Hij trad na een staatsgreep in 1925 af en werd door generaal Theodoros Pangalos opgevolgd, die op zijn beurt na 5 maanden werd afgezet. Hij werd in 1929 herverkozen, maar moest later dat jaar gedwongen wegens gezondheidsredenen ontslag nemen en werd door Alexandros Zaimis opgevolgd, die aan de macht bleef totdat de monarchie in 1935 werd hersteld.
Ondanks een periode van stabiliteit en relatieve welvaart onder de regering van Venizelos (1928-1932), waren de gevolgen van de crisis van de jaren 1930 merkbaar. De politieke situatie werd opnieuw labiel. In maart 1935 werd er nog een staatsgreep gepleegd, maar die werd door generaal Georgios Kondylis tegengehouden. De regering van Panagis Tsaldaris werd op 10 oktober 1935 omver geworpen en Kondylis riep zichzelf tot regent uit. Hij schafte de republiek af en organiseerde op 11 november een nieuw referendum over het herinvoeren van de monarchie. Bijna 98% van de bevolking koos voor de monarchie en koning George II keerde terug naar zijn land.
De Eerste Helleense Republiek had honderd jaar eerder bestaan, tussen 1822 en 1832.